# Władysław Orlicz
Władysław Roman Orlicz (Okocim, 24 de maio de 1903 — Poznań, 9 de agosto de 1990) foi um matemático polonês.
Seu campo principal de trabalho foi a topologia.
Foi membro da Escola de Matemática de Lviv.